# Klaus Tennstedt
Klaus Tennstedt (Merseburg, 6 giugno 1926 – Heikendorf, 11 gennaio 1998) è stato un direttore d'orchestra tedesco.

## Biografia
Tennstedt studiò violino, pianoforte e teoria musicale presso il conservatorio di Lipsia, divenne poi violino di spalla dell'orchestra del Teatro Municipale di Halle nel 1948. Una ferita ad un dito lo costrinse ad abbandonare l'attività di violinista e così Tennstedt iniziò a lavorare come preparatore dei cantanti per le esecuzioni operistiche nello stesso teatro.
Tennstedt in seguito si dedicò esclusivamente alla direzione orchestrale: nel 1958, divenne direttore musicale dell'Opera di Dresda, e nel 1962 fu nominato direttore presso l'Orchestra ed il Teatro di Stato di Schwerin.
Tennstedt emigrò dalla Repubblica Democratica Tedesca nel 1971 ed ottenne asilo in Svezia: a Göteborg fu direttore presso il Teatro della città, mentre successivamente fu direttore dell'Orchestra Sinfonica della Radio Svedese a Stoccolma. In Germania divenne nel 1972 direttore principale dell'Opera di Kiel e fra il 1979 ed il 1982 direttore dell'Orchestra della Radio della Germania del Nord ad Amburgo. Aveva un repertorio abbastanza limitato, e nei paesi latini era del tutto sconosciuta la sua attività direttoriale; le sue migliori interpretazioni comprendevano il grande repertorio classico e romantico (notevoli le sue incisioni di Beethoven, Brahms, Mendelssohn, Schumann, Bruckner), ma soprattutto Tennstedt si distinse moltissimo come uno dei più autorevoli interpreti dell'opera sinfonica di Gustav Mahler.